# Réserve naturelle nationale de l'étang de Cousseau
La réserve naturelle nationale de l'étang de Cousseau (RNN31) est une réserve naturelle nationale qui protège un étang de Gironde classé avec sa périphérie depuis 1976. D'une superficie de 600 ha, elle est gérée par la Société pour l'étude, la protection et l'aménagement de la nature dans le Sud-Ouest (SEPANSO).
La réserve est membre du réseau Rewilding Europe.

## Localisation

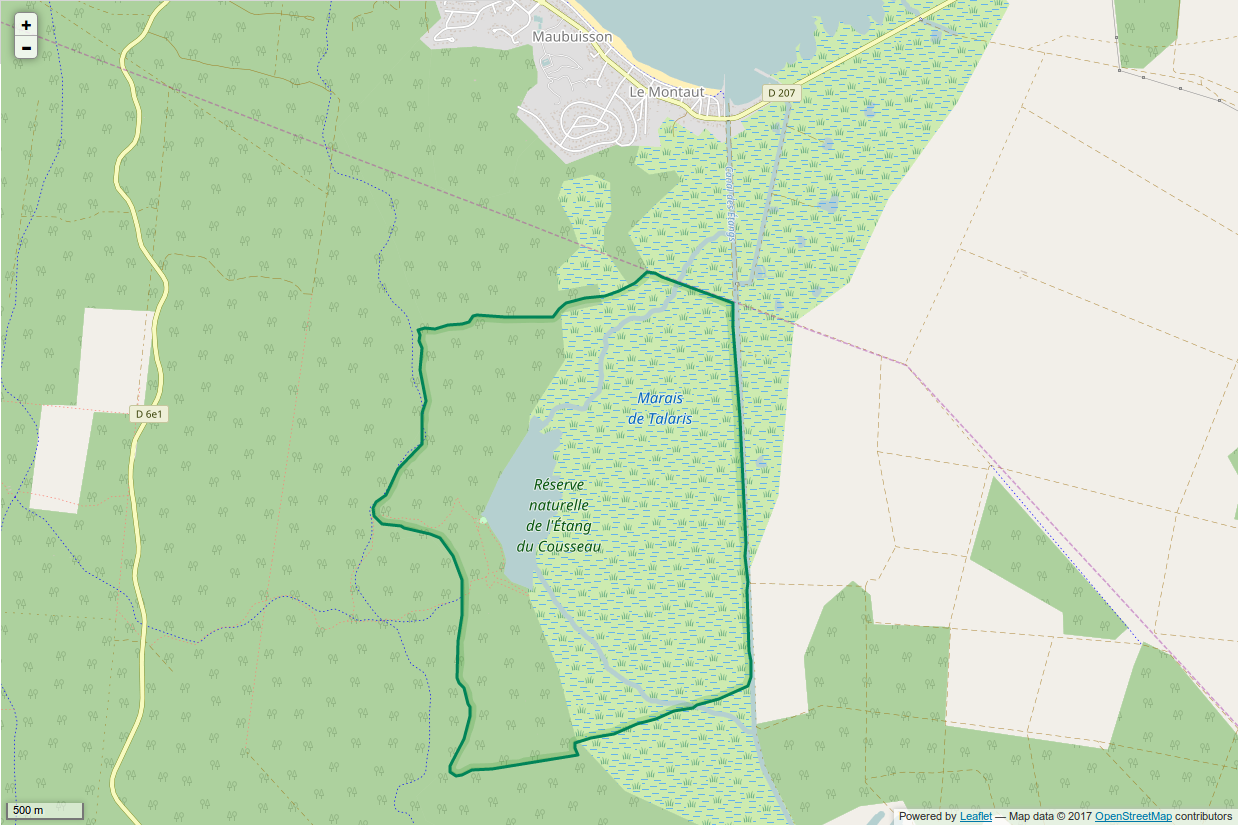
Périmètre de la réserve naturelle.

Située sur la commune de Lacanau en Gironde, la réserve est située entre le lac de Hourtin et de Carcans et le lac de Lacanau. L'étang de Cousseau s'étend sur 50 ha (610 ha pour toute la réserve). Il est délimité par des dunes littorales boisées à l'ouest, et par le marais de Talaris à l'est. Il n’est accessible qu’à bicyclette ou à pied (environ 3 km depuis le parking de Marmande sur la D6E).

## Histoire du site et de la réserve

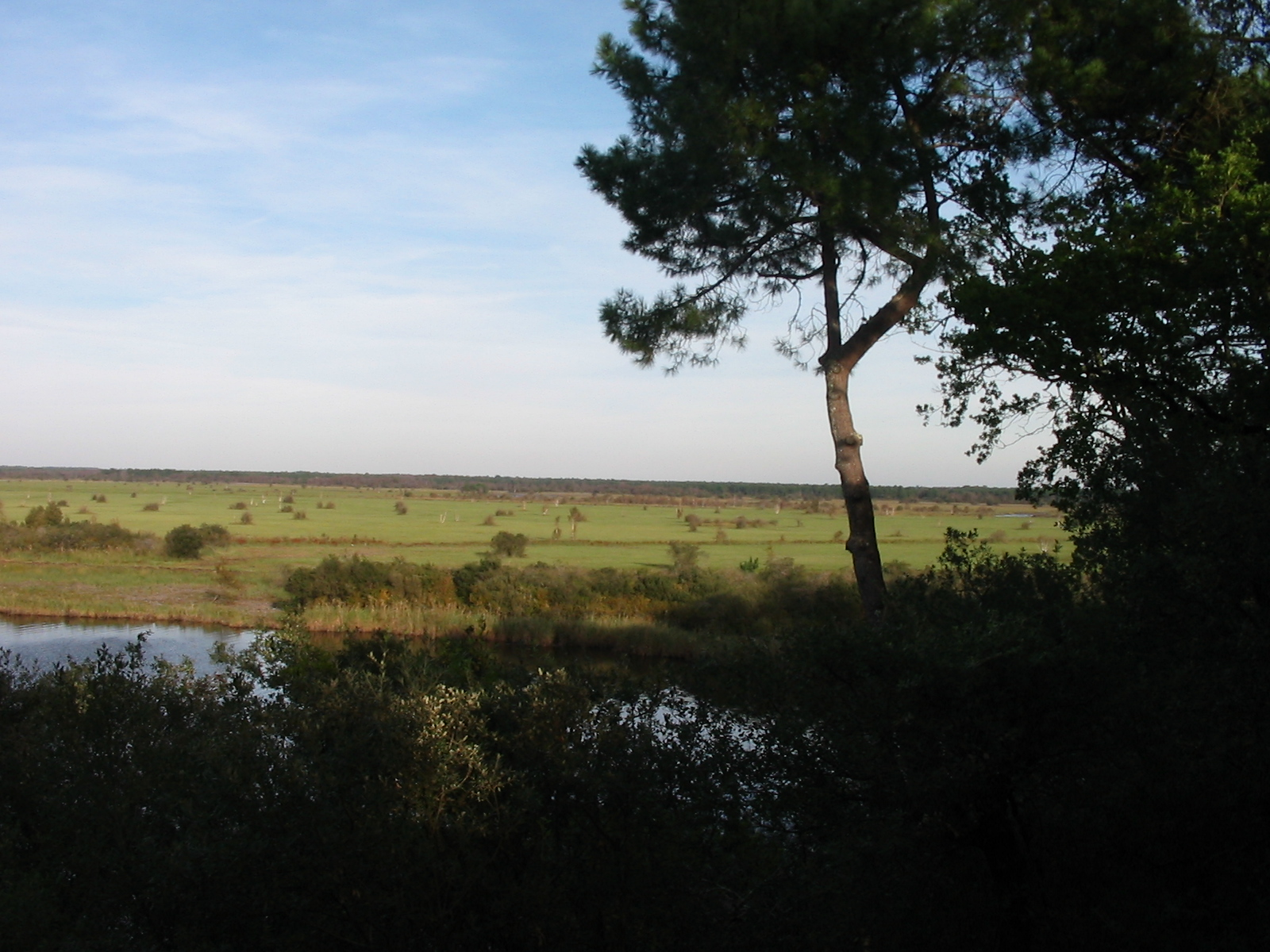
L'étang du Cousseau

La formation de l'étang est supposée contemporaine de celle des autres grands lacs landais et a suivi un processus similaire : la formation de la dune littorale il y a environ 3 000 ans freine progressivement l'écoulement d'anciens cours d'eau vers l'océan entrainant ainsi la création des lacs et des marais.
Jusqu'au XVIIe siècle, l'étang faisait partie d'un vaste plan d'eau du nord d'Hourtin au sud de Lacanau.
Le site a été classé « réserve naturelle nationale » en 1976 grâce à l'action de la Société pour l'étude, la protection et l'aménagement de la nature dans le Sud-Ouest (SEPANSO) à qui l'État en a depuis confié la gestion.

## Écologie (biodiversité, intérêt écopaysager…)
Le regroupement sur une surface relativement restreinte d'une grande variété de milieux constituant les Landes de Gascogne (étang, marais et dunes boisées) confère au site un fort intérêt écologique. On trouve ainsi des boisements mixtes sur dunes anciennes et des zones de marais, à divers stades de boisement dans les dépressions inter-dunaires humides. Certaines espèces d'affinité méditerranéenne sont présentes.

### Flore

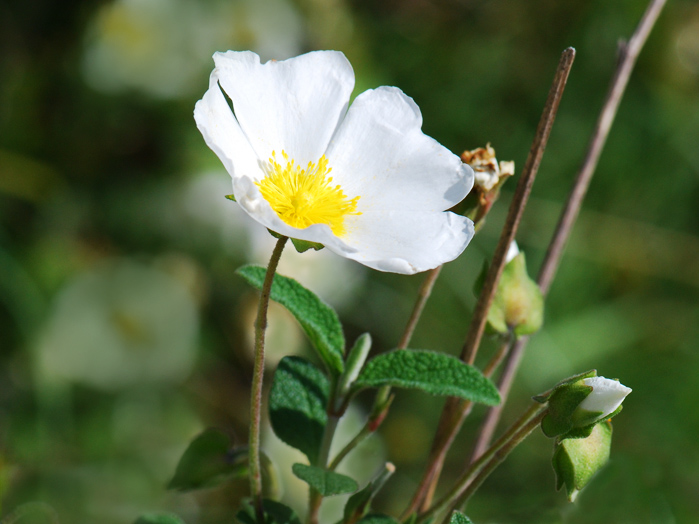
Ciste à feuilles de Sauge

À l'ouest du site, les dunes présentent un contraste entre les milieux secs et humides. On y trouve des zones de landes à Bruyères et Ciste à feuilles de Sauge dont les corolles blanches fleurissent entre avril et juin. Parmi les arbres présents dans les zones sèches, on trouve le Pin maritime, le Chêne pédonculé, le Chêne vert colonisé par des mousses et l'Arbousier. Ils sont complétés par le Poirier sauvage, le Houx et le Tremble dans les zones moins sèches. En sous bois s'épanouissent la Céphalanthère à feuilles étroites, le Sceau de Salomon, le Néflier et le Cormier tandis que lichens et champignons prospèrent.
Dans les parties humides inter-dunaires, la végétation devient luxuriante. C'est le domaine des « barins ». Les troncs des Bouleaux ou des Saules roux couverts par le lichen Lobaria pulmonaria s'élancent entre les touradons des Carex paniculé et strict. L'Osmonde royale côtoie la Myrte des marais, l'Iris faux acore. Les mares accueillent la Fougère des marais, les Potamots et les Sphaignes dont Sphagnum fimbriatum (en), protégée en Aquitaine.

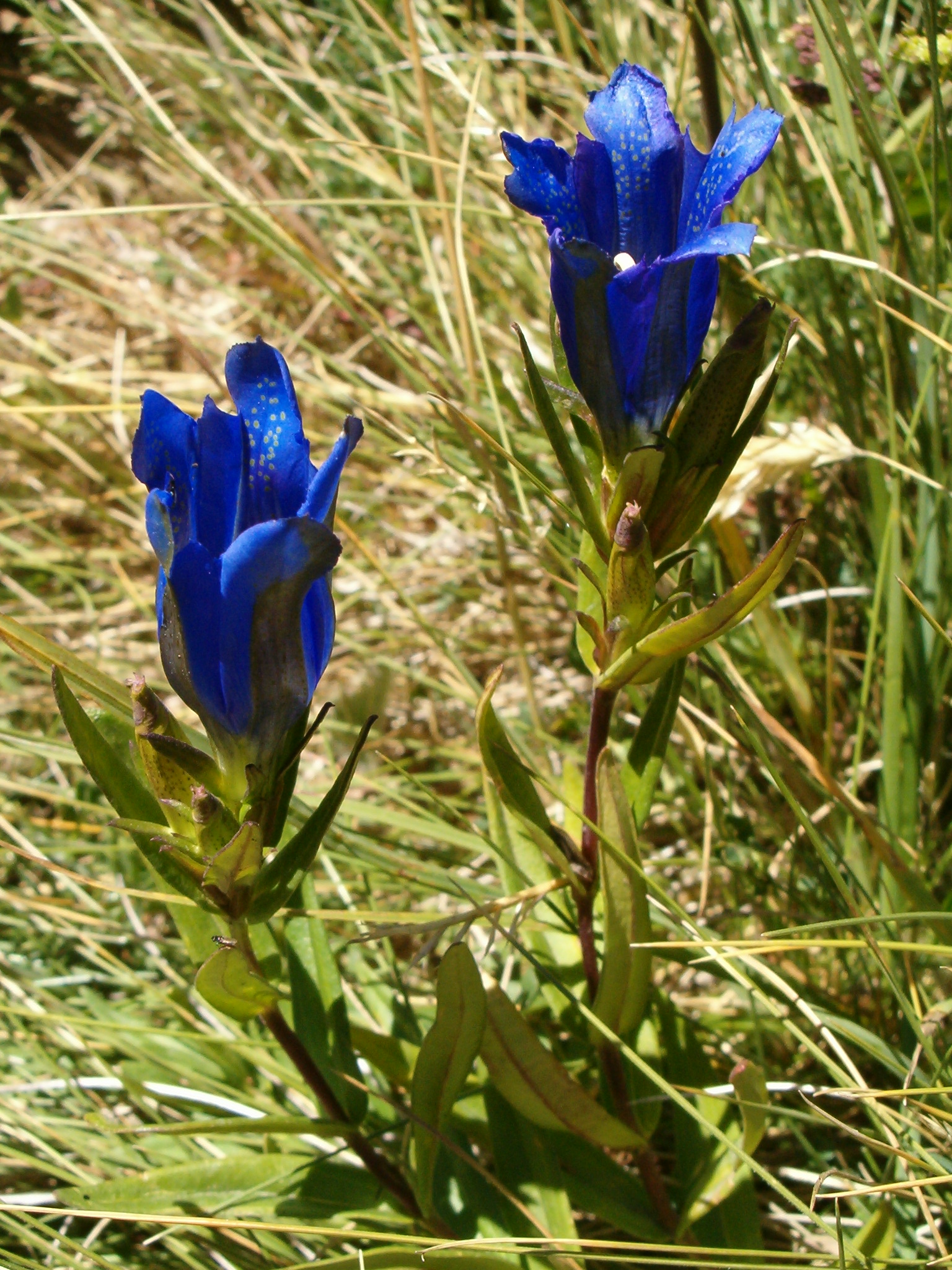
Gentiane Pneumonanthe

Sur les rives ouest et nord de l'étang, la roselière domine avec la Marisque, le Jonc des chaisiers, les Massettes à feuilles étroites et à feuilles larges. Des arbustes comme la Bourdaine ou encore les Saules et Bouleaux colonisent également ces milieux. Le Nénuphar jaune se développe sur les zones d'eau libre.
Dans le marais, la flore est liée à la durée d'immersion saisonnière des habitats, elle-même liée au relief. Pour les parties très humides, on trouve la cladiaie avec les fleurs jaunes de la Lysimaque commune ainsi que l'Hydrocotyle. Les pelouses accueillent des plantes annuelles : Jonc des crapauds, Cicendies. Dans les dépressions tourbeuses fleurissent la Droséra intermédiaire, la Thorella et la Pillulaire, fougère gazonnante.
Les zones de lande à Molinie sont marquées par les touradons serrés de cette plante que le pâturage extensif tend à rouvrir. Des graminées comme la Flouve odorante ou les Agrostides s'y épanouissent. On y trouve la Violette des marais, le Cirse d'Angleterre ainsi que la Gentiane pneumonanthe, protégée en Gironde.

### Faune
Parmi les mammifères fréquentant la réserve naturelle, outre le Chevreuil, le Sanglier, le Blaireau, le Lièvre, Le Putois, la Martre, la Fouine, on compte également la discrète Loutre d'Europe et la Genette commune, strictement nocturne.
Le site se situe sur un important couloir de migration de l'avifaune ce qui permet d'observer chaque année de nombreuses espèces au printemps et à l'automne comme l'Oie cendrée, L'Aigrette garzette, la Spatule blanche ou la Mouette rieuse. Le Balbuzard pêcheur stationne surtout d'août à octobre.

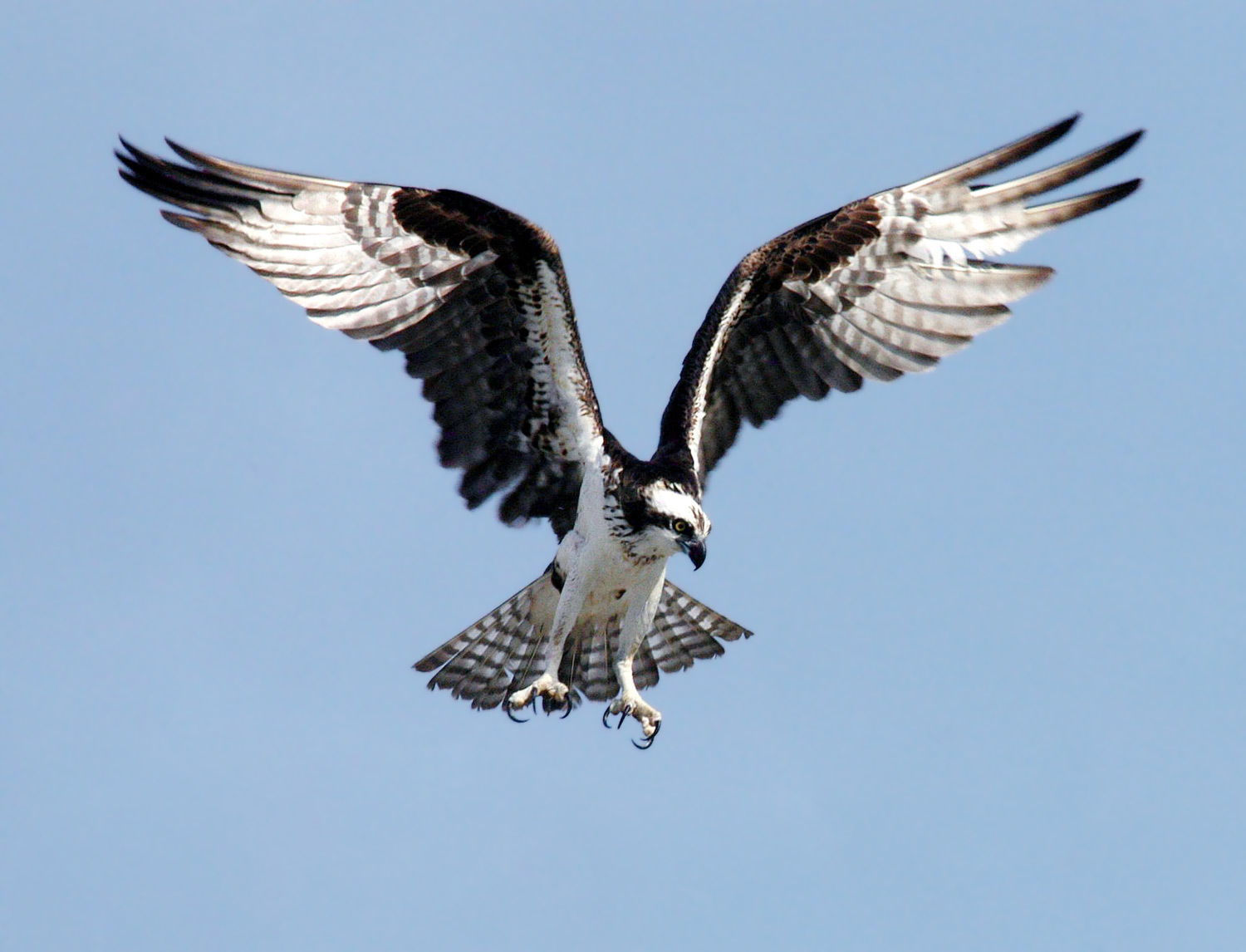
Balbuzard pêcheur

Sur le site nichent plus de 70 espèces parmi lesquelles un cortège de rapaces diurnes : Circaète Jean-le-Blanc, Faucon hobereau, Busard des roseaux, Bondrée apivore, Milan noir. On y trouve également depuis les années 2000 le Vanneau huppé, l'Echasse blanche, la Bécassine des marais, la Sarcelle d'hiver et le Héron pourpré.
En hiver, séjournent surtout sur l'étang les anatidés : 4 700 Sarcelles d'hiver et plus de 300 canards pilet en janvier 2002. Le marais accueille la Grue cendrée, la Bécassine des marais, le Faucon émerillon, le Busard des roseaux et la Pie-grièche grise.

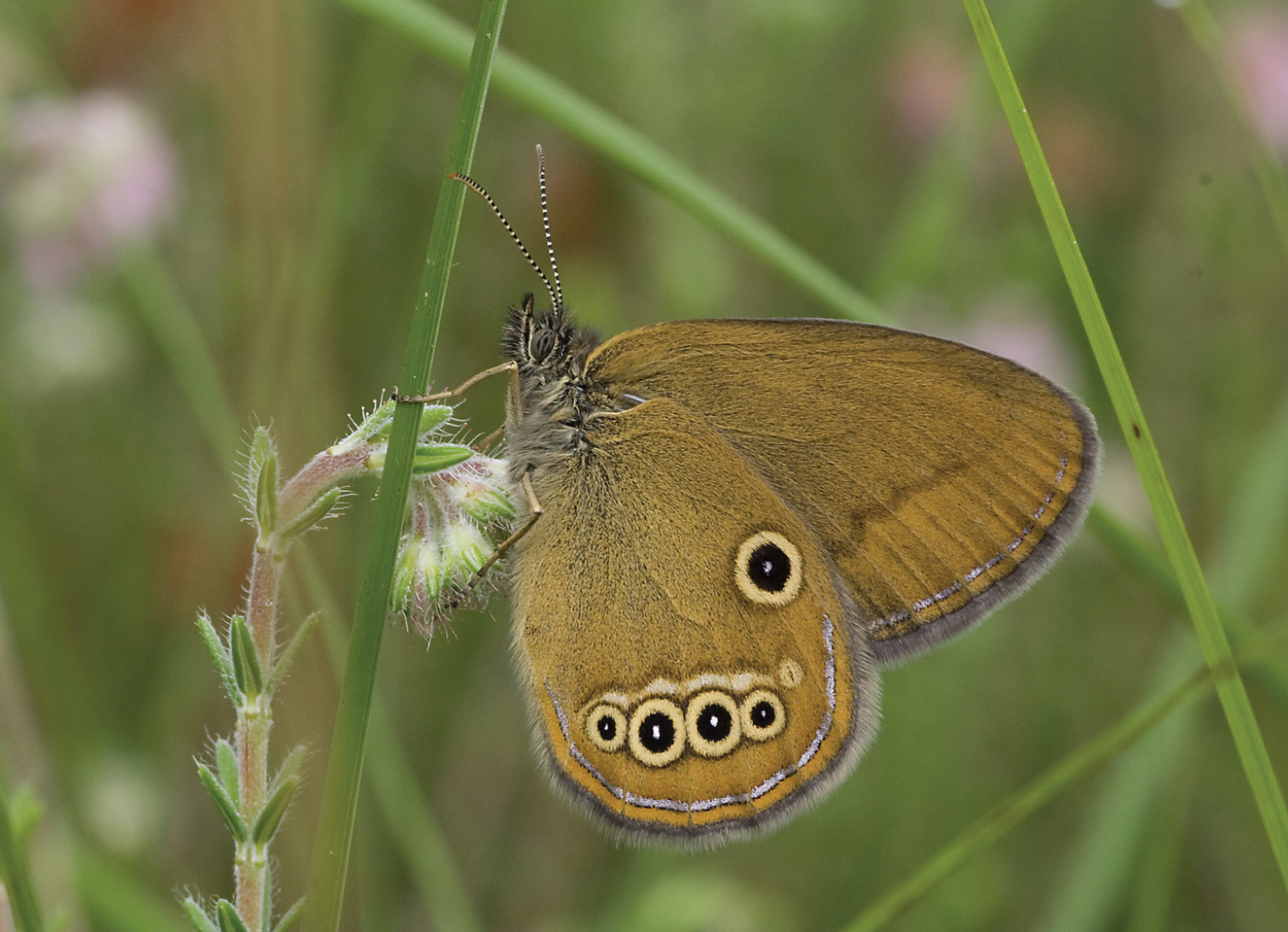
Fadet des laîches

En ce qui concerne les amphibiens et reptiles, on trouve à Cousseau la tortue Cistude d'Europe, le Crapaud calamite, les Rainettes verte et méridionale, la Grenouille de Pérez, les Tritons palmé et marbré, la Vipère aspic, la Couleuvre d'Esculape et le Lézard vivipare.
Les eaux de l'étang abritent des brochets (avec potentiellement Esox aquitanicus), la Perche commune, l'Ablette ou le Gambusie. Le marais est une zone de reproduction pour les alevins d'Anguilles (Civelles).
Depuis 1995, on a dénombré 39 espèces de libellules et une cinquantaine d'espèces de rhopalocères dont l'Œdipe ou Fadet des laîches (espèce protégée). On compte 136 espèces d'Araignées.
Au niveau des espèces invasives, on peut mentionner l'Écrevisse de Louisiane, espèce introduite, qui a un impact important sur la végétation et la faune aquatique.
En 2024, un troupeau de Buffles d'eau (Bubalus bubalis) a été introduit dans la réserve pour maintenir naturellement le milieu ouvert, dans une logique de réensauvagement.

## Intérêt touristique et pédagogique

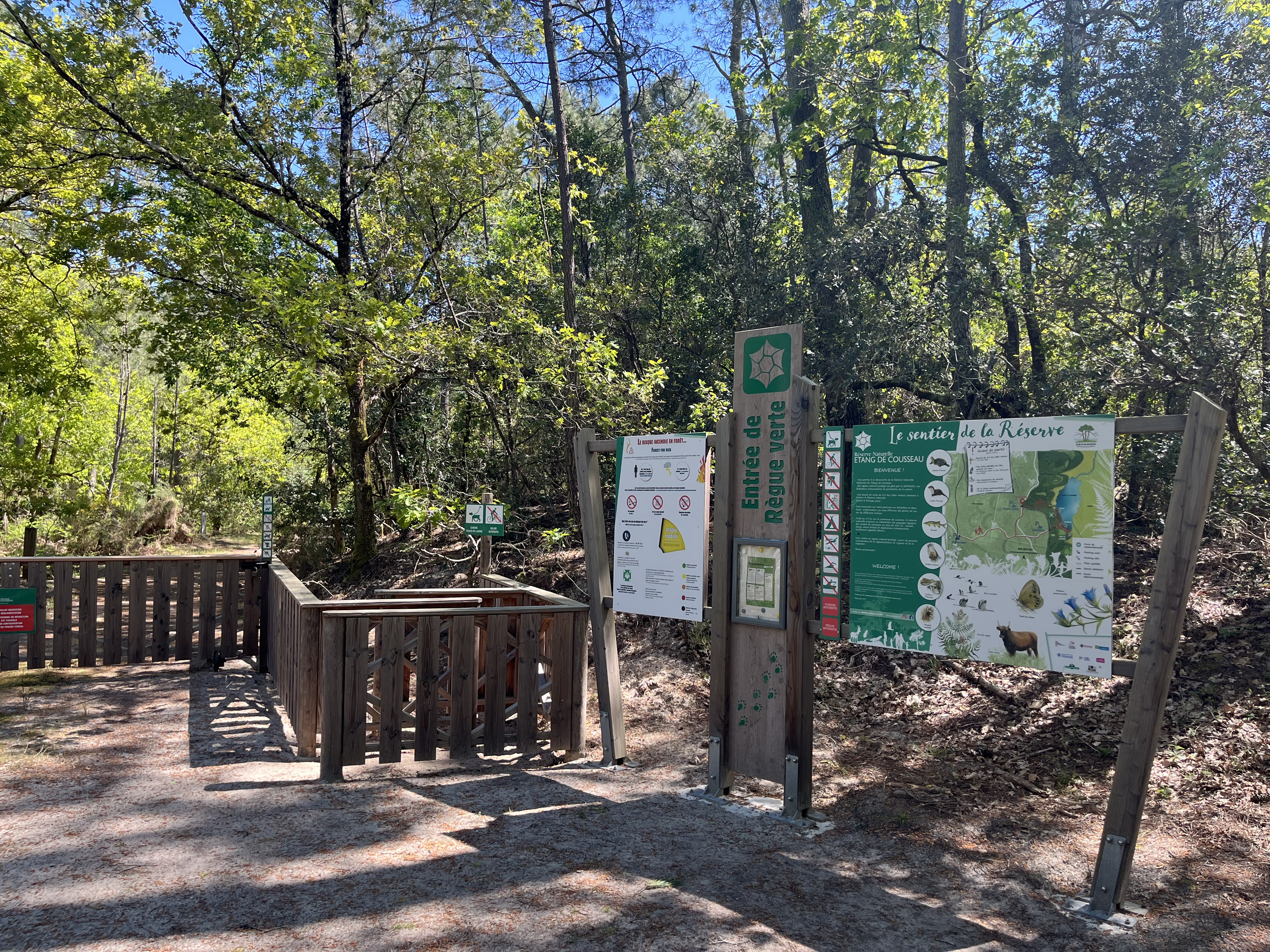
Le sentier de la réserve naturelle.

La réserve naturelle est ouverte au public toute l'année. Elle est parcourue par un sentier d'interprétation balisé qui longe notamment l'étang, de l'observatoire au sud jusqu'à la clairière à l'ouest.

## Administration, plan de gestion et règlement

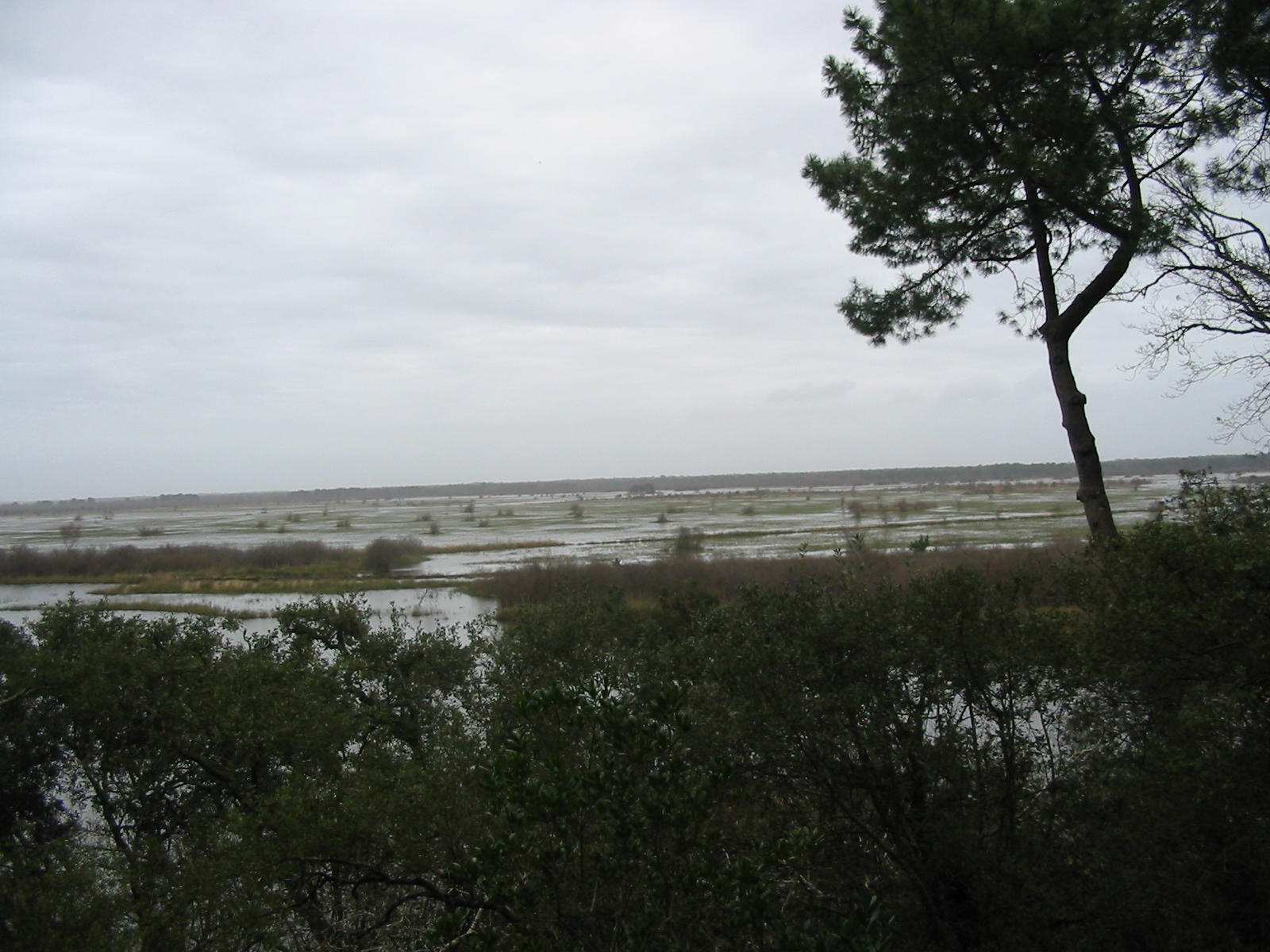
L'étang en période de crues

La réserve naturelle est gérée par la Société pour l'étude, la protection et l'aménagement de la nature dans le Sud-Ouest (SEPANSO) depuis 1976. La gestion des marais fait appel à des herbivores domestiques rustiques (vaches de race Marine et poneys Landais). Les terrains forestiers sont gérés de manière à développer la diversité biologique et paysagère.

### Outils et statut juridique
La réserve naturelle a été créée par un décret du 26 août 1976.